# 디큐브시티
디큐브시티(D-CUBE CITY)는 대한민국 서울특별시 구로구 신도림동에 위치한 35만m2규모의 복합 문화 공간이다. 대성산업이 2011년에 건설하였으며, 현재 대성산업 본사가 이곳에 있으며 뮤지컬 전용 공연장인 디큐브아트센터, 사무동, 일반 주거시설로 이루어져 있다. 이외에도 롯데시네마, 교보문고, 여러 가지 음식점과 같은 여러 시설이 입주해있다.

## 역사
일반상업지역(특별계획구역)에 지어질 디큐브시티가 2007년 7월 20일 분양이 완료되었다. 같은 해 착공하여 2011년 완공하였고 설립했다. 2015년 5월 현대백화점 디큐브시티가 개점하였다. 단, 영업 종료일은 2025년 6월 30일 이후 10년만에 문을 닫는다.

## 구성
| 건물   | 층수 | 높이 | 용도     |
| ------ | ---- | ---- | -------- |
| A동    | 51층 | 183m | 주거시설 |
| B동    | 51층 | 183m | 주거시설 |
| 오피스 | 41층 | 190m | 업무시설 |

## 건설과 매각
대성산업은 건설, 소매유통, 호텔업 등으로 사업영역을 무리하게 확장해 나가다가 재무구조가 급격히 부실해졌다.
대성산업은 2007년까지 차입금이 4000억원대였지만 2011년 말에는 디큐브시티 건설 프로젝트파이낸싱(PF) 대위변제 9770억원, 공사비 5909억원으로 인해 총 차입금이 2조2788억원으로 불었다. 이에 따른 재무개선 작업으로 2012년 디큐브오피스, 디큐브호텔을 매각했고, 2014년 11월 디큐브백화점까지 매각하였다.
2015년 3월 현대백화점은 디큐브백화점을 20년간 임차계약을 맺었으며, 5월 18일 현대백화점 디큐브시티점으로 오픈하였다. 2025년 6월 30일 이후 10년만에 폐점한다.
2021년 10월 이후 10년 만에 코로나19 확산 여파로 디큐브시티 쉐라톤호텔이 영업을 종료했다. 2022년 현재 리모델링을 앞두고 있다.

## 갤러리

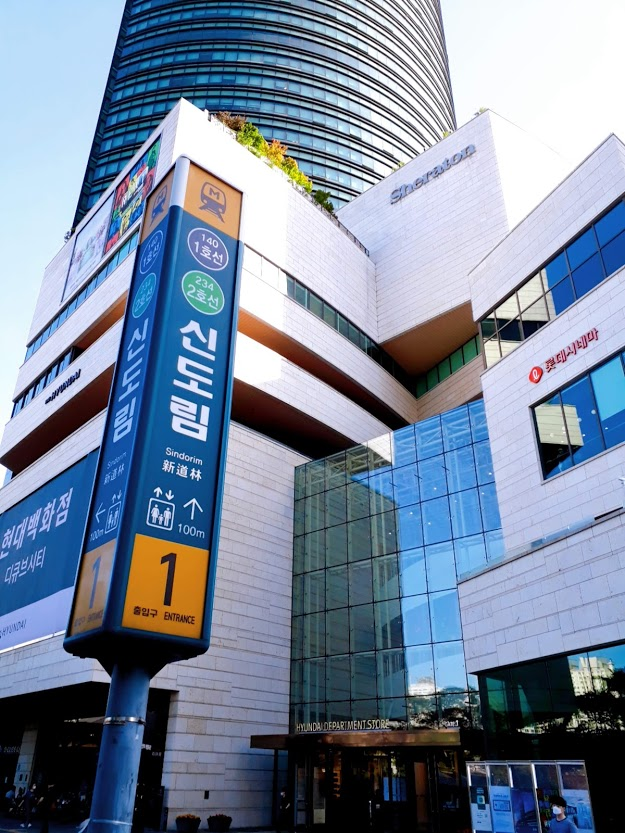
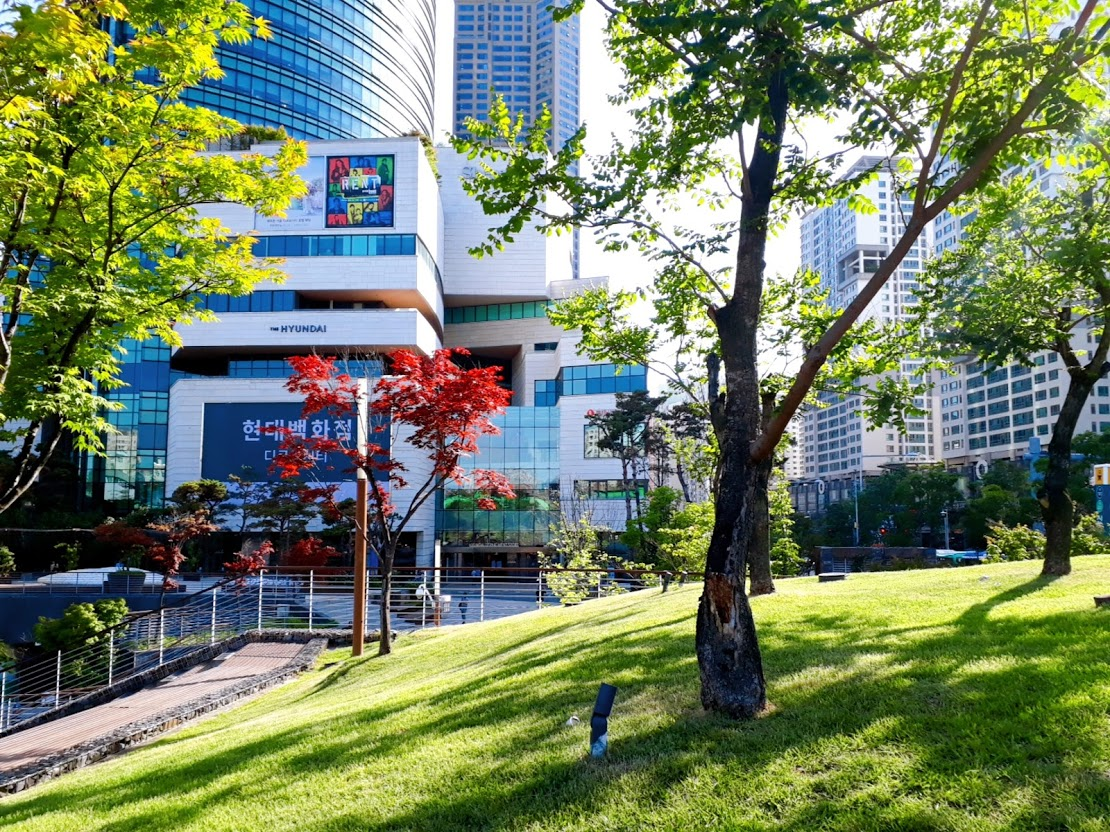
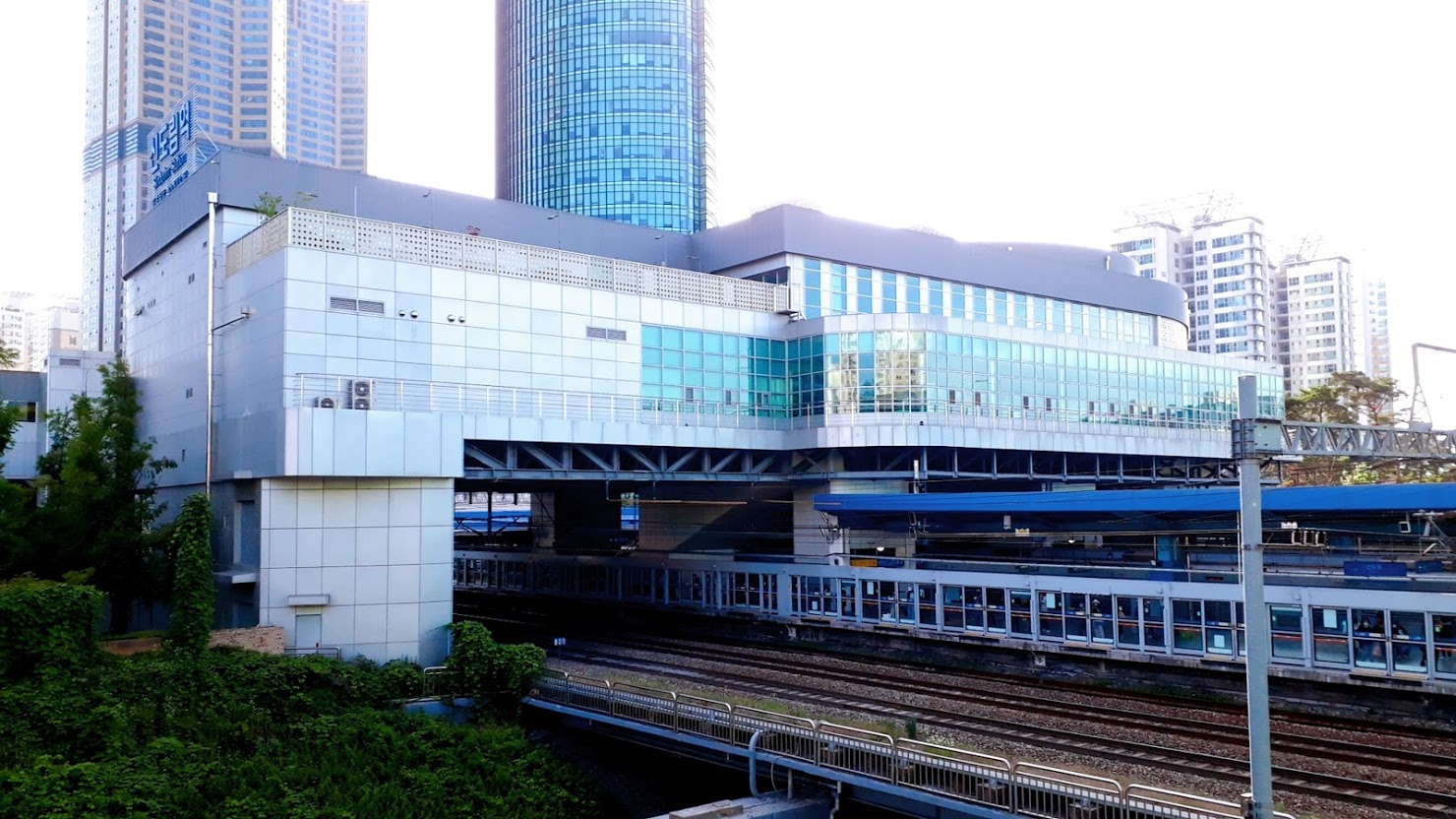

## 시설
| 층수                | 시설                                                             |
| ------------------- | ---------------------------------------------------------------- |
| 41층                | 더세인트 파노라마홀 / 로비라운지바(세인트41)                     |
| 29층 ~ 40층         | 오피스                                                           |
| 28층                | 피트니스 / 아쿠아리스 스파                                       |
| 27층                | 피트니스                                                         |
| 16층 ~ 26층         | 오피스                                                           |
| 15층                | 오피스, 비즈니스센터, 카페큐브                                   |
| 11층 ~ 14층         | 오피스                                                           |
| 10층                | 클리닉센터 치과 피부과 성형외과 산부인과                         |
| 9층                 | 디큐브아트센터(디큐브씨어터)                                     |
| 8층                 | 더세인트 연회장                                                  |
| 7층                 | 더세인트 연회장, 디큐브아트센터, 롯데시네마                      |
| 6층                 | 더세인트 그랜드볼룸, 웨딩예약                                    |
| 5층                 | 가전 , 식당                                                      |
| 4층                 | 유아동 ,                                                         |
| 3층                 | 남성패션, ATM, 구두                                              |
| 2층                 | 여성패션                                                         |
| 1층                 | 로비, 스파, 패션잡화, 화장품, 사은데스크                         |
| 지하 1층            | 스파, 영패션, 잡화, 화장품, 푸드코트, 약국, 은행, 지하철연결통로 |
| 지하 2층            | 슈퍼마켓, 델리, 화장품, 안경원                                   |
| 지하 7층 ~ 지하 3층 | 지하주차장                                                       |

## 주위 시설
- ● 서울 지하철 2호선 신도림역
- 신도림 테크노마트

## 같이 보기
- 디큐브시티 아파트
- 난바 파크스 (오사카)
- 커낼시티 하카타 (후쿠오카)
- 리버워크 기타큐슈 (후쿠오카)
- 롯폰기 힐스 (도쿄)
- 대한민국의 마천루 목록
- 서울특별시의 마천루 목록